# François Dominique Victor Espéronnier
Pour les articles homonymes, voir Espéronnier.
 (juillet 2019).
Si vous disposez d'ouvrages ou d'articles de référence ou si vous connaissez des sites web de qualité traitant du thème abordé ici, merci de compléter l'article en donnant les références utiles à sa vérifiabilité et en les liant à la section « Notes et références ».
François Dominique Victor Esperonnier, né à Narbonne (Aude) le 26 février 1788 et mort à Paris le 23 mai 1855, est un général et homme politique français, député de l'Aude. 

## Biographie
Son père était magistrat. Élève de l'École polytechnique en 1807, il passa sous-lieutenant élève à l'École d'application de l'artillerie et du génie en 1809.
Parti en 1810 pour l'armée d'Espagne et nommé lieutenant dans le 6e d'artillerie à pied, il fut cité honorablement aux sièges de Badajoz et de Campo-Mayor, et à la bataille d'Albuera, où il commandait une batterie. Aide-de-camp du général Bouchu, commandant l'artillerie du 5e corps en 1811, il fit en cette qualité la fin de la campagne de 1811, celle de 1812 et se signala dans plusieurs combats, notamment au siège de Chinchilla, qui lui valut la décoration, en février 1813.
Nommé capitaine en second le 28 juin, il fut employé à la manufacture d'armes de Klingenthal, puis à l'armée d'Allemagne, où il remplit les fonctions d'adjoint à l'état-major de l'artillerie, fut détaché auprès du directeur général des équipages des ponts, et coopéra à la construction du pont de bateaux à Meissen (Dresde). À la bataille de Dresde, il sauva ce pont en y ramenant les troupes et en les y maintenant, malgré le feu de l'ennemi.
M. Espéronnier se trouva à la bataille de Leipzig, coopéra à la défense de Torgau, où il enleva un canon au fort de Zinna.
Prisonnier de guerre en Silésie, après la capitulation de Torgau, M. Esperonnier rentra en France en 1814, et fut employé comme aide-de-camp du général Bouchu, commandant de l'École d'artillerie de Grenoble.
En 1815, il fut d'abord envoyé à l'armée des Alpes, puis au corps d'armée des Pyrénées orientales. Adjoint à la direction d'artillerie de Paris en 1817, il fut classé au 1er régiment d'artillerie à cheval, et, en 1819, il fut employé à l'École polytechnique, comme capitaine en premier et aide-de-camp du général directeur de l'École.
En 1827, il fit la campagne et fut nommé chef d'escadron pour sa conduite au siège de Pampelune. Envoyé sur sa demande en 1828 au corps d'expédition de Morée, M. Esperonnier y commanda l'artillerie jusqu'en 1835. Il reçut du gouvernement grec la croix de commandeur de l'ordre du Sauveur.
Rentré en France comme lientenant-colonel et nommé sous-directeur d'artillerie à Toulon, il fut député de l'Aude en 1834, commandant en second de l'École polytechnique en 1835, réélu député en 1837, promu au grade de colonel en 1838.
Député par réélection en 1838 et 1839, il siégea toujours au centre gauche.
Le 5 juin 1846, le colonel Esperonnier fut nommé général de brigade, puis commandeur de la Légion d'honneur.
Mis à la retraite par le gouvernement provisoire, il en fut relevé par le décret du 31 août 1849.